# Ducato di Vicenza

Italia bizantina e longobarda dopo la morte di Rotari (652)

Il Ducato di Vicenza fu uno dei ducati istituiti dai Longobardi in Italia e, durante il loro regno, rivestì un ruolo strategico regionale di un certo rilievo.

## Storia

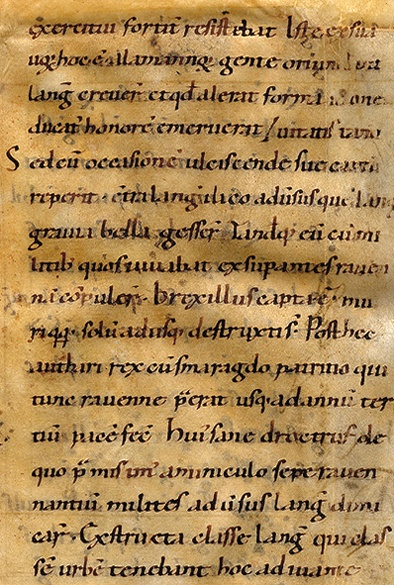
Testo dell'XI secolo conservato nella biblioteca dell'Università di Salisburgo.

Le pochissime informazioni scritte che ci sono pervenute, relative al territorio vicentino, sono tratte dalla Historia Langobardorum di Paolo Diacono.
Per tentare di colmare questa lacuna di conoscenza storica, vari autori locali in età moderna hanno recuperato tradizioni orali, tratto deduzioni da toponimi, se non addirittura collocato nel periodo longobardo fatti e personaggi vissuti in epoche diverse, spesso dando interpretazioni che risentivano dello spirito e degli orientamenti del proprio tempo.

### Vicenza al tempo della conquista longobarda
Pur non avendo testimonianze dell'epoca riferite alla situazione locale, si può ritenere che verso la metà del VI secolo, dopo aver subito come tante altre città le conseguenze della lunga guerra greco-gotica con molti edifici in rovina, Vicenza ancora parzialmente cinta dalle mura romane apparisse in parte spopolata e decadente, con ampi spazi incolti e strade mal tenute. In quanto città di minore importanza rispetto a Verona e a Padova, non era sede vescovile e poche erano le famiglie ricche che vivevano in città.
Analogamente al resto dell'Italia settentrionale, il generale deperimento dei terreni coltivati dava un minore rendimento di cereali; oltre al grano ormai raro, venivano coltivati farro, orzo, miglio, panico e segale. Integravano la dieta ortaggi, frutta, pesce e gamberi di fiume, oltre a un po' di selvaggina. Venivano allevati a livello domestico polli, capre e maiali, mentre bovini e cavalli erano posseduti solo dalle classi sociali più elevate.

### VI secolo
Nel 568 i Longobardi, abbandonata la Pannonia, scesero in Italia stabilendo a Cividale del Friuli la sede del primo ducato. Insieme con elementi di altri popoli, i conquistatori seguirono probabilmente la strategica Via Postumia, che attraversava l'Italia settentrionale da Aquileia a Genova, sulla quale si trovava anche Vicenza. Fondarono altri ducati a Ceneda, oggi frazione di Vittorio Veneto e allora importante incrocio di vie romane, a Treviso e a Vicenza, per occupare infine Verona, caposaldo strategico della regione.
Le città poste sulla Via Postumia furono conquistate senza incontrare resistenza, secondo alcuni storici, verosimilmente per un accordo con i Bizantini. Tra esse Vicenza, che secondo Paolo Diacono fu occupata dallo stesso Alboino e fu probabilmente eretta subito a sede ducale per contrastare Padova, ancora occupata dagli imperiali, rivestendo un ruolo strategico regionale di un certo rilievo.
Ruolo che si accrebbe dopo la conquista di Padova nel 603 e il suo declino come città come sede ecclesiastica e civile: Vicenza poté estendere il proprio territorio e rafforzare la posizione di preminenza che occupava nell'area dell'Italia nord-orientale.
Secondo alcuni autori, toponimi del vicentino come Monticello di Fara presso Sarego, Fara Vicentino, Gualda nei pressi di Montecchio Maggiore testimonierebbero il passaggio dei Longobardi nel territorio vicentino. In assenza di prove documentali, non ci sono garanzie che in questi luoghi vi siano stati effettivamente degli insediamenti, perché nel tempo vocaboli tipici di questo popolo entrarono nell'uso comune anche delle popolazioni romaniche.
Al tempo della loro migrazione in Italia, i Longobardi erano cristiani di confessione ariana, che si sovrapponeva a un sostrato di tradizioni pagane ben radicate e di valori tradizionali che costituivano l'identità del gruppo etnico. Gli abitanti di Vicenza erano invece cristiani cattolici, in quel momento aderenti allo Scisma dei Tre Capitoli come il patriarcato di Aquileia da cui dipendevano, pertanto in conflitto sia con l'imperatore bizantino che con il papa romano.
Non è documentata la costruzione di alcuna chiesa ariana a Vicenza e non risulta che i vicentini aderissero al credo dei vincitori, i quali probabilmente sfruttarono a fini politici le tensioni religiose contro Bisanzio, dando importanza alla città, che dal 589 al 591 ebbe il suo primo vescovo, Oronzio.

### VII secolo
Se all'inizio i Longobardi rimasero separati quanto a leggi, stili e luoghi di vita, a poco a poco vi fu un avvicinamento tra la minoranza longobarda, pur detentrice del potere militare e politico, e la maggioranza della popolazione, organizzata dal vescovo e portatrice di una cultura più adatta alla vita cittadina. Un fatto determinante fu il passaggio dei Longobardi al cattolicesimo, processo iniziato dalla regina Teodolinda agli albori del VII secolo e conclusosi alla fine del secolo sotto il regno di Cuniperto.
Nel 688-689 il ducato fu coinvolto nella ribellione di Alachis, duca di Trento, che era riuscito a coagulare intorno a sé l'intera Austria, l'area orientale della Langobardia Maior, dove più forti erano le tendenze autonomiste e filo-ariane tra i duchi longobardi.
Paolo Diacono precisa che Alachis sottomise le varie sedi ducali "in parte con le promesse, in parte con la forza" e, nel caso di Vicenza, narra che quando l'usurpatore si presentò alle porte della città i "cittadini" scesero in battaglia contro di lui. Vennero tuttavia sconfitti rapidamente, e si piegarono all'alleanza con lui. La rivolta fu comunque stroncata nel 689, da re Cuniperto, che sconfisse e uccise l'usurpatore nella battaglia di Coronate.
I successori di questo re, in particolare Liutprando, fecero leva sull'ormai acquisita unità religiosa di Longobardi e popolazione autoctona per ribadire il proprio ruolo di rex totius Italiae, cioè non più di re etnico – come era stato fino ad allora per i re barbari – ma di re territoriale.

### VIII secolo
Anche nel corso dell'VIII secolo, Vicenza sembra aver mantenuto il potere politico ed economico sul territorio acquisiti nel periodo precedente. Ne sarebbero la prova l'esistenza in Vicenza di un gastaldo, amministratore dei beni reali che contribuisce a lavori di interesse pubblico, e di una zecca funzionante sotto il regno di Desiderio.
Nel 698 fu riassorbito anche lo scisma tricapitolino e così maturò – nel regno longobardo in generale - un nuovo clima culturale, testimoniato da una serie di elementi, quali il rinnovamento decorativo di chiese e di palazzi (anche se a Vicenza le testimonianze della Rinascenza liutprandea sono scarsissime), l'abbandono dell'uso dei corredi funerari, la commistione dei nomi, per cui molti longobardi assunsero nomi di tradizione romana e cristiana e i romani presero nomi germanici, la condivisione della medesima lingua, tutto a dimostrazione che si stava affievolendo il senso identitario della stirpe.
Questi fatti relativi all'integrazione tra le due popolazioni e la mancanza di documenti coevi e attendibili, rendono difficile individuare persone e luoghi come schiettamente longobardi.

## I duchi
La Historia Langobardorum di Paolo Diacono è l'unico documento che riporta il nome di personaggi vicentini legati al ducato:
- Vectari, (o Wechtari) di origine vicentina, definito vir benignus, ma anche "uomo probo, che esercitava con dolcezza il governo sul popolo" e che durante il regno di Grimoaldo (622-671) venne nominato duca del Friuli dal 663 al 671[19].
- il duca Peredeo, che nel 735, durante il regno di Liutprando, morì durante il tentativo di espugnare Ravenna, combattendo contro i Bizantini e i Veneziani[20].
- l'ultimo duca di Vicenza Gaido, che combatté contro i Franchi sulle rive del fiume Livenza, insieme con Rotgaudo duca del Friuli. Sconfitti da Carlo Magno, furono comunque da lui confermati nella carica. Due anni dopo, nel 776, entrambi si ribellarono al re dei Franchi, che scese in Italia per stroncare di persona la rivolta. Durante il viaggio di ritorno Carlo Magno si fermò a Vicenza[21].

## Gli edifici religiosi

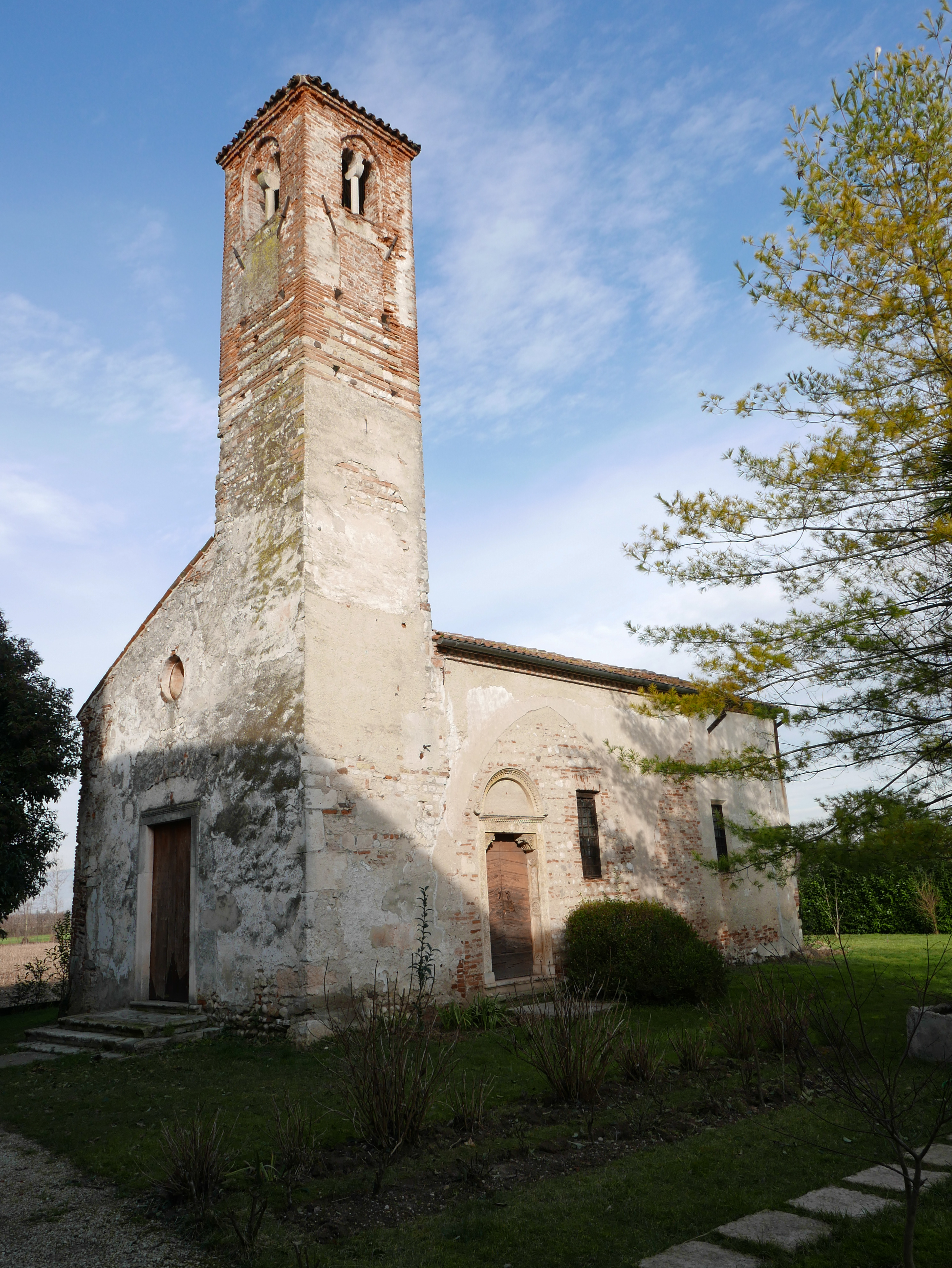
Chiesa di Santa Maria Etiopissa, facciata e prospetto ovest.

Svariate tradizioni locali, su cui si sono basati scrittori di età moderna, attribuiscono all'epoca longobarda la costruzione di chiese ancora esistenti e dedicate ai santi che questo popolo tenne in particolare venerazione, come san Giorgio, san Michele e San Martino. In realtà tali santi furono in onore anche presso altre popolazioni - tra cui i precedenti dominatori bizantini - e in altre epoche, sia antecedenti che successive. La scarsità di reperti archeologici e la loro incerta datazione rendono problematiche tali attribuzioni.
Così come non trova sicuro fondamento la tradizione che alcune chiesette, tutte entro un raggio di pochi chilometri dal centro storico della città, siano state costruite nei punti strategici in cui i guerrieri longobardi avevano i posti di guardia per il controllo del territorio. Tra queste:
- la chiesa di San Giorgio in Gogna[24]
- la chiesetta di San Martino tra Cresolella e Ponte Marchese[25]
- la chiesa di San Michele nel cimitero di Caldogno[26]
- la chiesa di San Zeno[27] e la chiesa di San Giorgio[28] a Costabissara
- la chiesa di Santa Maria Etiopissa a Polegge[29]

Anche se non esistono documenti relativi a esse anteriori al X secolo, alcuni elementi architettonici fanno pensare che la loro costruzione risalga all'VIII secolo - cioè dopo la conversione dei Longobardi al cattolicesimo - ad un periodo quindi in cui essi, signori ormai di tutta l'Italia settentrionale, non avevano più bisogno di presidi militari del genere.
L'unico ritrovamento sicuramente longobardo consiste in un frammento, conservato nella chiesa di San Martino a Brogliano, vicino a Montecchio Maggiore, probabilmente risalente all'inizio del VII secolo e raffigurante un guerriero armato di lancia, con una veste lunga fino alle ginocchia e i lunghi capelli divisi da una scriminatura centrale, una delle poche immagini originali esistenti dell'originario costume longobardo in Italia. Insieme con esso, nella chiesa è conservato un altro frammento raffigurante due pavoncelli che si abbeverano ad una coppa d'acqua, forse della stessa epoca.

## Le necropoli

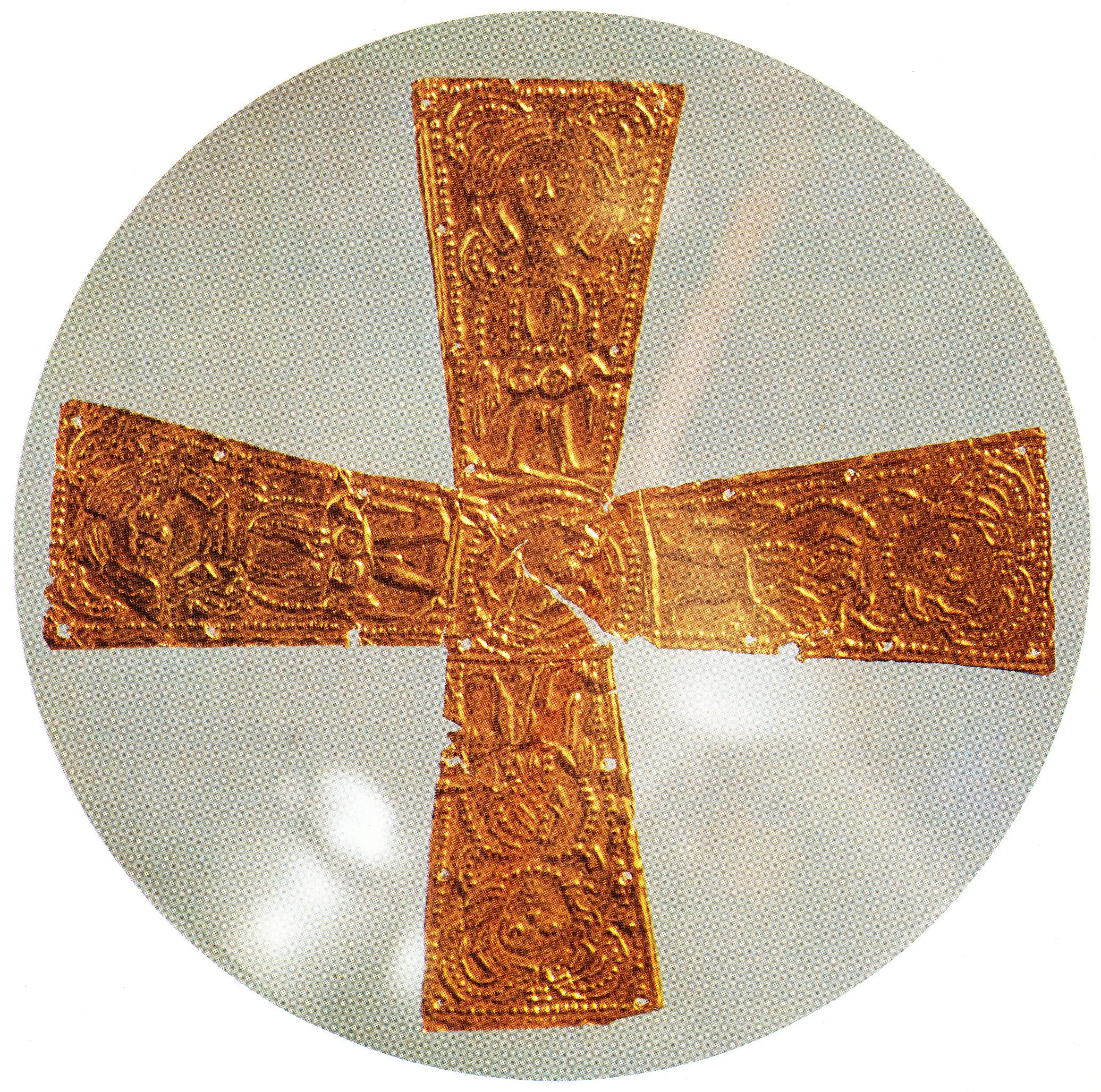
Crocetta aurea longobarda databile VII sec. d.C., proveniente da Dueville, conservata al Museo Archeologico Naturalistico di Vicenza

In alcune località del territorio vicentino (Bassano del Grappa, Dueville, Sandrigo e Sovizzo) sono stati scoperti nel secolo scorso dei sepolcreti, contenenti oggetti - tra questi la crocetta d'oro ritrovata a Dueville - attribuibili alla cultura longobarda. Purtroppo le modalità a suo tempo adottate per gli scavi non consentono di utilizzare le più recenti tecniche, ora comuni nella ricerca archeologica, che permettono di ricavare tutta una serie di dati significativi sugli individui sepolti e su quella che fu la loro vita.
A questi siti sono state date da diversi autori interpretazioni differenti, da alcuni ritenuti luoghi di tumulazione dopo una battaglia, da altri la prova di un insediamento più stabile. È questa seconda l'ipotesi confermata dai dati archeologici, ma la tumulazione prolungata nel tempo pone un ulteriore problema, di quali salme ed oggetti siano da attribuire realmente ai longobardi e quali ai romanici, dato che le due popolazioni, dopo un primo periodo, si erano sempre più integrate adottando i reciproci costumi, tra cui quelli relativi all'abbigliamento, agli oggetti d'uso comune, alla lingua stessa.

### Fonti primarie
- (LA)  Paolo Diacono, Historia Langobardorum, in  Georg Waitz (a cura di), Monumenta Germaniae Historica, Hannover, 1878,  Scriptores rerum Langobardicarum et Italicarum saec. VI–IX, pp. 12–219. Trad. it:  Paolo Diacono, Storia dei Longobardi, a cura di Lidia Capo, Milano, Lorenzo Valla/Mondadori, 1992, ISBN 88-04-33010-4. Testo disponibile su Wikisource.

### Letteratura storiografica generale
- Claudio Azzara, L'Italia dei barbari, Bologna, Il Mulino, 2002, ISBN 88-15-08812-1.
- Franco Cardini, Marina Montesano, Storia medievale, Firenze, Le Monnier, 2006, ISBN 88-00-20474-0.
- Paolo Delogu, Longobardi e Bizantini, in Storia d'Italia, Torino, Utet, 1980, ISBN 88-02-03510-5.
- (EN)  Philip Grierson, Mark Blackburn Medieval European Coinage (MEC) - Volume 1, The Early Middle Ages (5th–10th Centuries), Cambridge University Press, 2007, ISBN 978-0-521-03177-6.
- Jörg Jarnut, Storia dei Longobardi, traduzione di Paola Guglielmotti, Torino, Einaudi, 1995  [1982], ISBN 88-06-13658-5.
- Sergio Rovagnati, I Longobardi, Milano, Xenia, 2003, ISBN 88-7273-484-3.

### Letteratura storiografica particolare
- Franco Barbieri e Renato Cevese, Vicenza, ritratto di una città, Vicenza, Angelo Colla editore, 2004, ISBN 88-900990-7-0.
- Luciano Bosio e Guido Rosada, Le presenze insediative nell'arco dell'Alto Adriatico, dall'epoca romana alla nascita di Venezia, in Da Aquileia a Venezia, Una mediazione tra l'Europa e l'Oriente dal II sec. A.C. al VI sec. D.C., Milano, 1980.
- Giorgio Cracco, Tra Venezia e Terraferma, Roma, Viella editore, 2009, ISBN 978-88-8334-396-4.
- Cristina La Rocca, Le invasioni, in Storia del Veneto, Vol. 1: Dalle origini al Seicento, Bari, Laterza, 2004,  pp. 57-70.
- Giovanni Mantese, Memorie storiche della Chiesa vicentina, I, Dalle origini al Mille, Vicenza, Accademia Olimpica, 1952.
- Matteo Maria Marchiori, Storia di Vicenza, Vicenza, Editrice Veneta, 2012, ISBN 978-88-8449-569-3.
- Attilio Previtali, Longobardi a Vicenza : una conquista, un ducato, una cultura, Vicenza, Banca Popolare di Vicenza, 1983.
- Attilio Previtali, I Longobardi nelle valli dell'Agno e del Chiampo : la presenza dei Longobardi nelle valli attraverso la storia della Pieve di San Martino di Brogliano, Brogliano, Biblioteca Civica, 2000.
- Aldo A. Settia, Vicenza di fronte ai Longobardi e ai Franchi, in Storia di Vicenza, II, L'Età Medievale, Vicenza, Neri Pozza editore, 1988.